# Crystal (Condado de Nye)
Para a cidade com o mesmo nome, no Condado de Clark, estado do Nevada, consulte o artigo Crystal
Crystal  é uma comunidade não incorporada no condado de Nye, no estado de Nevada, nos Estados Unidos.Fica situada a cerca de 97 quilómetros de Las Vegas. Fica situada na estrada de terra batida que existe de State Route 160.Nos fins de 2005, Crystal tinha dois bordéis, o  Cherry Patch Ranch e o Mabel's Ranch. Havia ainda o Brothel Art Museum.
Em novembro de 2005, a antiga "Hollywood Madam" (proxeneta de Hollywood) Heidi Fleiss disse que esperava um sócio para abrir um bordel para prostitutos masculinos desfilarem perante uma plateia feminina.  Em 2009, contudo, ela anunciou que tinha abandonado aqueles planos.